# U Thant

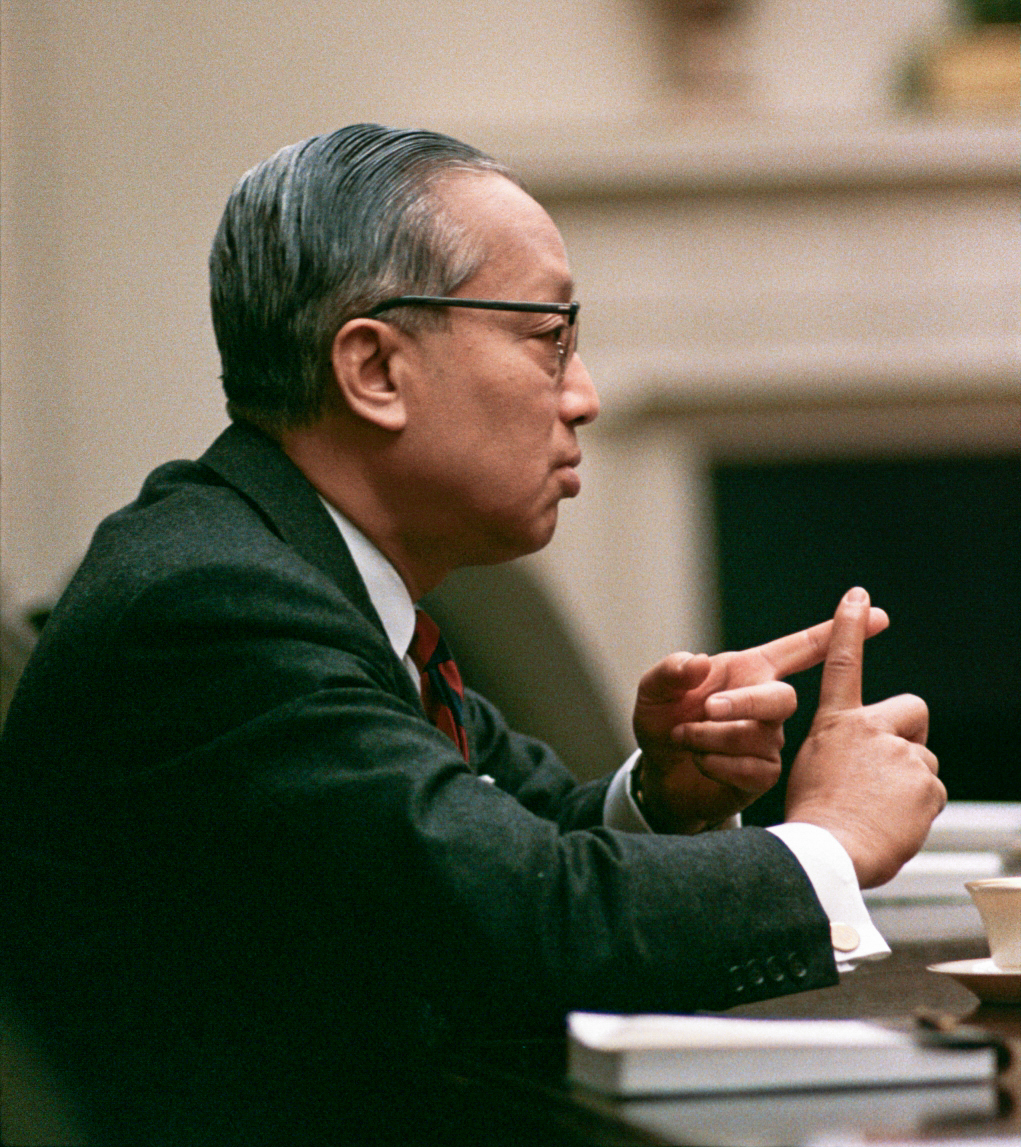
U Thant

Maha Thray Sithu U Thant (n. 22 ianuarie 1909, Pantanaw⁠(d), India Britanică – d. 25 noiembrie 1974, New York City, New York, SUA) a fost un diplomat birmanez ce a ocupat postul de Secretar General al Națiunilor Unite între 1961 și 1971. A fost ales pentru acest post după moartea predecesorului său, Dag Hammarskjöld, ce a murit în urma unui accident aviatic în septembrie 1961.
'U' este o formulă onorifică în limba birmaneză, aproximativ echivalent cu 'Domnul'. Thant era singurul său nume. În birmaneză era cunoscut ca Pantanaw U Thant, o referință la orașul său natal. "Maha Thray Sithu" este un titlu acordat de guvernul birmanez în urma decernării unui ordin național.
În perioada în care a ocupat postul de secretar general, au avut loc o serie de evenimente în care ONU a jucat un rol activ. A participat activ la dezamorsarea Crizei rachetelor cubaneze și a încercat să medieze situația care a dus la Războiul de șase zile din 1967. Tot în aceeași perioadă a avut loc  Primăvara de la Praga și războiul Indo-Pakistanez din 1971 care a dus la crearea statului Bangladesh. A criticat de asemenea regimul de Apartheid din Africa de Sud cât și comportamentul armatei americane în Războiul din Vietnam.
A încetat din viață la New York în urma unui cancer la plămâni, dar nu a beneficiat de funeralii naționale deoarece guvernul militar birmanez le-au refuzat, iar la aterizarea avionului ce îi transporta sicriul nu era prezent nici un înalt oficial. Funeraliile lui U Thant au fost urmate de ample mișcări de protest ale studenților birmanezi, care au fost înăbușite de guvernul birmanez la jumătatea lunii decembrie 1974.